# برناباد (صحرا بردسكن)
برناباد (بالفارسية: برناباد) هي قرية تقع في إيران في قسم صحرا الريفي. يقدر عدد سكانها بـ 141 نسمة بحسب إحصاء 2016.